# Fleurine
Fleurine Elizabeth Verloop (Fleurine) (Utrecht, 3 april 1969) is een Nederlandse jazzzangeres. Ze treedt veelvuldig op met een eigen jazzkwintet en als gastvocaliste. Ook geeft ze optredens met haar echtgenoot, de musicus Brad Mehldau.

## Leven en werk
Fleurine studeerde na haar middelbare school van 1990 tot 1994 aan de Amsterdamse Hogeschool voor de Kunsten.
In 1994 kreeg zij in New York een platencontract aangeboden wat resulteerde in haar debuut-cd Meant to be! (1995) geproduceerd door Grammy-winnaar Don Sickler met medewerking van jonge jazzmusici als bassist Christian McBride en trompettist Tom Harrell. Voor dit debuut kreeg ze als zesde persoon ter wereld toestemming als tekstschrijfster voor de muziek van de Amerikaanse componist/pianist Thelonious Monk. Meant to be! bevat voornamelijk Engelse en Portugese zelfgeschreven teksten op instrumentale jazzstandards.
Hiervoor al was zij in Nederland ontdekt, toen pianist Pim Jacobs haar als conservatoriumstudente belde om in te vallen voor de, door griep gevelde Nederlandse first lady of Jazz, zangeres Rita Reys, in de grote Zaal van de Rotterdamse Doelen. Hier maakte Fleurine derhalve haar Nederlandse theaterdebuut met het "Trio Pim Jacobs" (1994). Haar hierdoor ontstane contact met Rita Reys werd later gefilmd door de NPS in de documentaire 'Oud & Nieuw' (1996), waarin beide zangeressen met het Metropole Orkest optreden.
Fleurine heeft vanaf 1994 tien keer op het North Sea Jazz Festival opgetreden; zeven keer met haar eigen band en vier keer als gast-vocaliste. In 1996, na het verschijnen van haar debuut-cd werd zij door verschillende internationale jazzmusici gevraagd als gastvocaliste. Ze speelde met trompettist Roy Hargrove op het Havana Jazz Festival in Cuba, en met de Monk on Monk band in onder andere Canada en Italië. Met haar eigen kwintet speelde zij in 1997 in de Grote Zaal van het Concertgebouw in Amsterdam samen met Rita Reys en Denise Jannah. Dat programma had de titel Dutch Ladies of Jazz. In 1997 maakte zij met haar Nederlandse kwintet haar eerste grote buitenlandse tournee en speelde ze in Londen, New York, Montréal, Italië en Frankrijk.
Tijdens deze tournee ontmoette zij de Amerikaanse pianist Brad Mehldau, die op dat moment ook bezig was met zijn eerste internationale tournee met zijn eigen trio, nadat hij enkele jaren als sideman bij saxofonist Joshua Redman had gespeeld. Fleurine en Mehldau kregen een relatie en zij woonden vervolgen samen in Hollywood en Berlijn. Samen maakten zij de cd Close Enough for Love (1999). In 2000 maakten ze als duo een wereldtournee. Ook hiervan bestaat een korte documentaire die bij de NPS werd uitgezonden. De samenwerking tussen Fleurine en Mehldau leverde veel nieuwe nummers op, waarbij Brad Mehldau de muziek, en Fleurine de tekst verzorgde. Soms werden die nummers ook door andere musici ten uitvoer gebracht. Fleurine's tekst op Mehldau's Love Sublime is o.a. gezongen en opgenomen door de Amerikaanse klassieke sopraan Renée Fleming.
Fleurine's bekendste teksten zijn ook uitgebracht in het boek "Sing Jazz! - for vocalists" van Hal Leonard.
Sinds 2000 maakte Fleurine twee albums met producer Robert Sadin: Fire (2002) met gitarist Jesse van Ruller met wie zij langdurig samenwerkte, en San Francisco (2008) met de Braziliaanse componist en gitarist Chico Pinheiro. Zij vertaalde tevens teksten van de Braziliaanse singer-songwriter Chico Buarque.
Haar werkgebied strekt zich uit tot Europa, Noord-Amerika en Zuid-Amerika: het Montreux Jazz Festival, het Sao Paulo Heineken Jazz Festival, het Umbria Jazz Festival, het Istanbul Jazz Festival, het Edmonton Jazz Festival en Jazzclubs in Chicago, Los Angeles, Buenos Aires, Parijs, Berlijn, Praag, München, Hamburg, Brussel, Antwerpen, Amiens, Dublin, Lissabon, Porto, Faro.

## Familie
Fleurine, telg uit het geslacht Verloop, groeide op in Bilthoven in een gezin samen met haar broer en zus Willemijn. Ze is een dochter van mr. Johan Willem Verloop, directeur van N.V. AMEV en president van de Nederlandse Golf Federatie, en Carole Frederique Gülcher, telg uit het geslacht Gülcher. Ze is sinds 2001 getrouwd met Brad Mehldau.

## Discografie
- Meant to Be! (BlueMusic 1996)
- Close Enough for Love (EmArcy/Universal 2000)
- Fire (Coast to Coast 2003)
- San Francisco (Sunnyside Records 2008)
- Brazilian Dream (Pure Imagination/Sunnyside 2018)